# 광주 FC 2011 시즌
광주 FC의 2011 시즌은 2010년 12월 구단 창단 후 역사적인 첫 K리그 시즌이다.

## 시즌 준비
2010년 12월 11일 호남대를 상대로 창단 첫 연습경기를 한 것을 시작으로 2011 시즌 시작전까지 22경기 무패행진을 하며 착실한 시즌준비를 하였다.

## 같이 보기
- 광주 FC